# UCLA Bruins
UCLA Bruins – nazwa drużyn sportowych Uniwersytetu Kalifornijskiego, Los Angeles (UCLA), biorących udział w akademickich rozgrywkach organizowanych przez National Collegiate Athletic Association. Ponadto na Uniwersytecie trenują sportowcy dyscyplin indywidualnych. Z UCLA pochodzi wielu medalistów olimpijskich.

## Mistrzostwa
Najbardziej utytułowaną drużyną jest drużyna siatkówki mężczyzn.
- College football: 1954
- Baseball: 2013
- Koszykówka mężczyzn: 1964, 1965, 1967, 1968, 1969, 1970, 1971, 1972, 1973, 1975, 1995
- Siatkówka mężczyzn: 1970, 1971, 1972, 1974, 1975, 1976, 1979, 1981, 1982, 1983, 1984, 1987, 1989, 1993, 1995, 1996, 1998, 2000, 2006
- Piłka nożna: 1985, 1990, 1997, 2002
- Siatkówka kobiet: 1984, 1990, 1991, 2011
- Softball: 1982, 1984, 1985, 1988, 1989, 1990, 1992, 1999, 2003, 2004, 2010